# Ульяница (река, впадает в Пашозеро)
Ульяница — река в России, протекает по Тихвинскому району Ленинградской области.
Исток — северо-восточнее деревни Стрелково, южнее Долгозера. Течёт сперва на юго-запад, протекает через Стрелково и поворачивает на юг. Впадает в северную оконечность Пашозера. Длина реки составляет 24 км, площадь водосборного бассейна 140 км².
Притоки:
(от устья к истоку)
- Сиверка (правый)
- Горная (левый)
- Лепа (правый)
- Пертия (правый)
- Пучкоя (левый)

## Данные водного реестра
По данным государственного водного реестра России относится к Балтийскому бассейновому округу, водохозяйственный участок реки — Свирь, речной подбассейн реки — Свирь (включая реки бассейна Онежского озера). Относится к речному бассейну реки Нева (включая бассейны рек Онежского и Ладожского озера).
Код объекта в государственном водном реестре — 01040100812102000013284.